# 挑戰未來3：殘酷獵殺
《挑戰未來3：殘酷獵殺》（英語：Nemesis 3: Prey Harder，簡稱，或稱）是一部1996年美國科幻動作片，1995年電影《挑戰未來2：星雲》的續集。本片與《挑戰未來2：星雲》採背靠背拍攝，並由前者未採用的素材所製作。電影由亞伯特·派努執導，蘇·普萊斯、提姆·湯默森、諾伯·威瑟和澤維爾·德利（Xavier Declie）主演；劇情講述艾莉（Alex）得知2077年的未來擁有二十位同父異母的兄弟姊妹等待自己回歸，但生化人中央司令部企圖捕捉她而再次派出多名打手。本片1996年7月18日美國錄影帶首映。

## 劇情
1998年東非，艾莉在沙漠中醒來，後腦勺中了一槍，完全失憶。沿著她的腳印回到她來的路上，她遇到了名為法恩斯沃2號的男人，他願意幫助艾莉並給予醫療照顧。法恩斯沃為艾莉注射一針後，她開始閃現記憶；當她記得一個女人警告她不要讓法恩斯沃獲取DNA時，艾莉開槍殺了他，然後陷入昏迷，開始回憶……
在摧毀星雲並被士兵救出後，她陪同士兵前往岩石區域，但一小群叛軍襲擊他們，唯有艾莉倖存。她的項鍊開始發光，遠處的時間機器降落時出現一束光；跟隨光源，她遇到了同父異母的妹妹蕾米，蕾米解釋說她有二十個同父異母的姐妹，但唯有艾莉非同凡響：艾莉擁有生育能力以及能夠消滅生化人威脅的基因。她告訴艾莉，由於發射窗口時間有限，他們必須在24小時內返回，否則將在此滯留一年。偽裝成叛軍戰士的法恩斯沃2號在艾莉逃跑後現身，俘虜了蕾米。
艾莉在尋找蕾米的途中結識了可疑的僱傭兵艾迪森，以及腦部受損的前自由戰士兼「英雄」強尼；艾迪森一面裝成協助生化人洛克和迪特科，但實際上與艾莉結盟；而強尼則與艾莉互有好感。洛克和迪特科在一次襲擊中俘虜了艾迪森和強尼。與此同時，意外被激活的星雲殺了法恩斯沃的手下並偽裝成艾莉的姊妹之一扎瑪，聲稱艾莉是自己的賞金獵物，並營救了蕾米、艾迪森和強尼。然而，就在他們逃跑時，法恩斯沃2號派出一架無人機追趕他們，摧毀了艾莉等人乘坐的越野車。
艾莉從法恩斯沃的吉普車旁醒來，記不得爆炸後發生的事情，扎瑪、蕾米、艾迪森和強尼下場未知，自己後腦的槍傷從何而來。她得出結論：「答案在於未來……未來，一切答案都在等著我。」

## 演員
- 蘇·普萊斯飾演艾莉（Alex）
- 提姆·湯默森飾演法恩斯沃2號（Farnsworth 2）
- 諾伯·威瑟（英语：Norbert Weisser）飾演艾迪森（Edson）
- 澤維爾·德利（Xavier Declie）飾演強尼（Johnny）
- 莎朗·布魯諾（英语：Sharon Bruneau）飾演洛克（Lock）
- 黛比·馬格里（英语：Debbie Muggli）飾演迪特科（Ditko）
- 查德·史塔赫斯基飾演星雲（Nebula）
- 娥蘇拉·薩塞夫（Ursula Sarcev）飾演蕾米（Ramie）
- 凱倫·史都德（Karen Studer）飾演扎瑪（Zama）
- 厄爾·懷特（Earl White）飾演布里克（Brick）／朱馬（Juma）
- 強·H·愛波斯坦（Jon H. Epstein）飾演麥可（Michael）
- 賈希·J·J·祖里（Jahi J.J. Zuri）飾演叛軍#2

## 外部連結
- 互联网电影数据库（IMDb）上《挑戰未來3：殘酷獵殺》的资料（英文）